# Roosna-Alliku
Roosna-Alliku är en ort i Estland. Den ligger i Roosna-Alliku kommun och landskapet Järvamaa, i den centrala delen av landet, 70 km sydost om huvudstaden Tallinn. Roosna-Alliku ligger 87 meter över havet och antalet invånare är 488.
Terrängen runt Roosna-Alliku är mycket platt. Runt Roosna-Alliku är det glesbefolkat, med 8 invånare per kvadratkilometer. Närmaste större samhälle är Paide, 17,9 km sydväst om Roosna-Alliku. Omgivningarna runt Roosna-Alliku är en mosaik av jordbruksmark och naturlig växtlighet.